# Грегори, Уилтон Дэниэл
Уилтон Дэниэл Грегори (англ. Wilton Daniel Gregory; род. 7 декабря 1947, Чикаго, США) — американский кардинал. Титулярный епископ Оливы и вспомогательный епископ Чикаго с 18 октября 1983 по 29 декабря 1993. Епископ Белвилла с 29 декабря 1993 по 9 декабря 2004. Архиепископ Атланты с 9 декабря 2004 по 4 апреля 2019. Архиепископ Вашингтона с 4 апреля 2019 по 6 января 2025. Кардинал-священник с титулом церкви Иммаколата-Кончеционе-ди-Мария-а-Гроттаросса с 28 ноября 2020.